# Washington (Nebraska)
Washington is een plaats (village) in de Amerikaanse staat Nebraska, en valt bestuurlijk gezien onder Washington County.

## Demografie
Bij de volkstelling in 2000 werd het aantal inwoners vastgesteld op 126.
In 2006 is het aantal inwoners door het United States Census Bureau geschat op 138, een stijging van 12 (9,5%).

## Geografie
Volgens het United States Census Bureau beslaat de plaats een oppervlakte van
0,4 km², geheel bestaande uit land. Washington ligt op ongeveer 404 m boven zeeniveau.

## Plaatsen in de nabije omgeving
De onderstaande figuur toont nabijgelegen plaatsen in een straal van 16 km rond Washington.